# Miss Colombia
Miss Colombia, Spaans: Señorita Colombia, officieel Spaans: Concurso Nacional de Belleza de Colombia, officieel Nederlands: Nationale Schoonheidswedstrijd van Colombia, is de nationale missverkiezing van Colombia. Net als in buurland Venezuela geniet de nationale missverkiezing in Colombia een groot prestige. Het is een van de belangrijkste jaarlijkse evenementen van het land dat uitgebreide media-aandacht geniet. Elk groot televisiestation heeft rechtstreekse verslaggeving tijdens de nieuwsbulletins in de weken voor de verkiezing en sommige magazines besteden hele nummers aan de wedstrijd. De wedstrijd wordt telkens rond 11 november gehouden in Cartagena. De winnares vertegenwoordigt Colombia het volgende jaar bij Miss International.

## Geschiedenis
Miss Colombia werd voor het eerst verkozen in 1934. De winnares was Yolanda Emiliani Román. Zij behield haar titel tot de volgende verkiezing in 1947 en heeft daarmee de langstdurende titel. Dan werd de verkiezing om de twee jaar gehouden en hielden de winaressen hun titel gedurende twee jaar. Vanaf 1958 werd de missverkiezing jaarlijks georganiseerd met uitzondering van het jaar 1960. Al meteen in 1958 won Miss Colombia Luz Marina Zuluaga de Miss Universe-titel.
Tussen 1968 tot 1990 werd ook de afgevaardigde voor Miss World verkozen. In 1990 werd dit overgenomen door Miss World Colombia. Vanaf de jaren 1990 nam de eerste eredame deel aan Miss International. In 2020 verloor Miss Colombia het recht een afgevaardigde naar Miss Universe te sturen aan het nieuwe Miss Universe Colombia. Later ging Miss Colombia zelf naar Miss International.
Sinds 2002 wordt de Figura Bodytech Prize van de gelijknamige sponsor uitgereikt aan de deelneemster met het mooiste lichaam. Miss Colombia krijgt een gouden kroon, een scepter en een gouden ring. De laatste jaren worden die aan haar overgedragen door haar voorgangster.

## Winnaressen
| 2022    | Sofía Osío Luna                    | Atlántico          |                                         |                                         |                    |                           |
| Jaar    | Winnares                           | Departement        | Plaats Miss Universe                    | Miss International                      | Departement        | Plaats Miss International |
| 2021    | Valentina Espinosa Guzmán          | Bolívar            | -                                       | Natalia López Cardona                   | Quindío            | vierde                    |
| 2019–20 | María Fernanda Aristizábal Urrea   | Quindío            | -                                       | Maria Alejandra Vengoechea              | Bolívar            | vierde                    |
| 2018–19 | Gabriela Tafur Náder               | Valle del Cauca    | top 5                                   | Anabella Castro Sierra                  | Cesar              | vijfde                    |
| 2017    | Valeria Morales Delgado            | Valle del Cauca    |                                         | Vanessa Pulgarin Monsalve               | Antioquia          |                           |
| 2016    | Laura González Ospina              | Cartagena          | tweede                                  | Yudy Daniela Herrera Avendaño           |                    |                           |
| 2015    | Jealisse Andrea Tovar Velásquez    | Chocó              | derde                                   | Natalia Ochoa Calle                     |                    |                           |
| 2014    | Ariadna María Gutiérrez Arévalo    | Sucre              | tweede                                  | Zuleika Kiara Suárez Torrenegra         | San Andrés         | tweede                    |
| 2013    | Paulina Vega Dieppa                | Atlántico          | winnares                                | Cindy Lorena Hermída Aguilar            | Huila              | top 5                     |
| 2012    | Carmen Lucia Aldana Roldán         | Valle del Cauca    |                                         | Melissa Carolina Varón Ballesteros      | Magdalena          | top 15                    |
| 2011    | Daniella Margarita Álvarez Vásquez | Atlántico          |                                         | Natalia Valenzuela Cutiva               | Huila              |                           |
| 2010    | María Catalina Robayo Vargas       | Valle del Cauca    | top 16                                  | Lizeth Carolina González Romero         | Magdalena          | ?                         |
| 2009    | Natalia Navarro Galvis             | Magdalena          | top 15                                  | Leydi Vivina Gómez Cortés               | Meta               |                           |
| 2008    | Michelle Rouillard Estrada         | Cauca              |                                         | Lina Marcela Mosquera Ocoha             | Chocó              |                           |
| 2007    | Taliana María Vargas Carrillo      | Magdalena          | tweede                                  | Maria Cristina Diaz-Granados            | Bogotá             | tweede                    |
| 2006    | Eileen Roca Torralvo               | Cesar              |                                         | Ana Milena Lamus Rodríguez              | La Guajira         |                           |
| 2005    | Valerie Domínguez Tarud            | Atlántico          | top 15                                  | Karina Guerra Rodríguez                 | Chocó              | top 15                    |
| 2004    | Adriana Cecilia Tarud Durán        | Atlántico          |                                         | Diana Patricia Arbeláez                 | Valle del Cauca    | top 15                    |
| 2003    | Catherine Daza Manchola            | Valle del Cauca    | top 15                                  | Jeymmy Paola Vargas Gómez               | Cartagena          | winnares                  |
| 2002    | Diana Lucia Mantilla Prada         | Santander          |                                         | Isabel Sofia Cabrales Baquero           | Cartagena          |                           |
| 2001    | Vanessa Alexandra Mendoza Bustos   | Chocó              |                                         | Consuelo Guzman Parra                   | Valle del Cauca    |                           |
| 2000    | Andrea María Noceti Gómez          | Cartagena          |                                         | Maria Rocio Stevenson Covo              | Bolívar            | top 15                    |
| 1999    | Catalina Inés Acosta Albarracín    | Cundinamarca       | top 15                                  | Carolina Cruz Osorio                    | Valle del Cauca    | top 15                    |
| 1998    | Marianella Maal Paccini            | Atlántico          |                                         | Paulina Margarita Gálvez Pineda         | Nariño             | winnares                  |
| 1997    | Silvia Fernanda Ortiz Guerra       | Santander          | vijfde                                  | Adriana Hurtado Novella                 | Valle del Cauca    | top 15                    |
| 1996    | Claudia Elena Vásquez Ángel        | Antioquia          |                                         | Ingrid Catherine Náder Haupt            | Atlántico          | top 15                    |
| 1995    | Lina María Gaviria Forero          | Meta               |                                         | Claudia Inés de Torcoroma Mendoza Lemus | Norte de Santander | derde                     |
| 1994    | Tatiana Castro Abuchaibe           | Cesar              | top 15                                  | Iovana Soraya Grisales Castañeda        | Santander          | top 15                    |
| 1993    | Carolina Gómez Correa              | Bogota             | tweede                                  | Alexandra Betancur Marín                | Antioquia          | top 15                    |
| 1992    | Paula Andrea Betancur Arroyave     | Amazonas           | tweede                                  | Kathy Sáenz Herrera                     | Bogota             | top 15                    |
| 1991    | Paola Turbay Gómez                 | Bogota             | tweede                                  | Lina Maria Marin Díaz                   | Risaralda          | top 15                    |
| 1990    | Maribel Gutiérrez Tinoco           | Atlántico          |                                         | Mónica Maria Escobar Freydell           | Calcas             | top 15                    |
| 1989    | Lizeth Yamile Mahecha Arévalo      | Atlántico          | derde                                   | Elsa Victoria Rivera Botero             | Caldas             |                           |
| 1988    | María Teresa Eugorrola Hinojosa    | La Guajira         |                                         | Clelia Alexandra Ablanque Moreno        | Valle del Cauca    |                           |
| 1987    | Diana Patricia Arévalo Guerra      | Santander          | top 15                                  | Adriana Maria Escobar Mejía             | Caldas             | top 15                    |
| 1986    | Maria Patricia López Ruíz          | Antioquia          |                                         | Michelle Betancourt Vergara             | Atlántico          |                           |
| 1985    | María Mónica Urbina Plugiesse      | La Guajira         | derde                                   | Maria del Carmen Zapata Valencia        | Antioquia          | top 15                    |
| 1984    | Sandra Eugenia Borda Caldas        | Bolívar            |                                         | Maria Pia Duque Rengifo                 | Huila              | top 15                    |
| 1983    | Susana Caldas Lemaitre             | Bolívar            | vijfde                                  | Silvia Maritza Yunda Charry             | Huila              |                           |
| 1982    | Julie Pauline Sáenz Starnes        | Bogota             |                                         | Marta Liliana Ruiz Orduz                | Santander          | top 15                    |
| 1981    | María Teresa Gómez Fajardo         | Antioquia          | Nadya Santacruz Quintero                | Adriana Rumié Gomes-Cásseres            | Bolívar            | top 15                    |
| 1980    | Nini Johanna Soto González         | Santander          | Ana Edilma Cano Puerta                  | Victoria Eugenia Cárdenas Gerlein       | Atlántico          | top 15                    |
| 1979    | María Patricia Arbeláez Peláez     | Antioquia          | top 15                                  | Ana Maria Uribe Giraldo                 | Bogota             | top 15                    |
| 1978    | Ana Milena Parra Turbay            | Santander          |                                         | Ivonne Margarita Guerra de la Espriella | Sucre              |                           |
| 1977    | Mary Shirley Sáenz Starnes         | Bogota             | vierde                                  | Olga Lucia Prada Rodríguez              | Santander          |                           |
| 1976    | Aura María Mojica Salcedo          | Valle del Cauca    | vierde                                  | Silvia Alicia Pombo Carrillo            | Bogota             |                           |
| 1975    | María Helena Reyes Abisambra       | Bogota             | top 15                                  | Alicia Sáenz Madrid                     | Antioquia          | top 15                    |
| 1974    | Martha Lucía Echeverry Trujillo    | Valle del Cauca    | top 15                                  | Alina Maria Botero López                | Antioquia          | top 15                    |
| 1973    | Ella Cecilia Escandón Palacios     | Santander          | vierde                                  | Beatriz del Carmen Cajiao Velasco       | Valle del Cauca    | top 15                    |
| 1972    | Ana Lucía Agudelo Correa           | Valle del Cauca    | top 15                                  | Tulia Inés Gómez Porras                 | Santander          | top 15                    |
| 1971    | María Luisa Lignarolo Martínez     | Atlántico          |                                         | Lamia El Kouri Chaia                    | Valle del Cauca    | top 15                    |
| 1970    | Piedad Mejía Trujillo              | Caldas             |                                         | Patricia Escobar Rodríguez              |                    | top 15                    |
| 1969    | María Luisa Riasco Velásquez       | Antioquia          |                                         | -                                       | -                  | -                         |
| 1968    | Margarita Maria Reyes Zawadsky     | Valle del Cauca    | top 15                                  | Laura Fabiola Pimiento Barrera          | Cesar              |                           |
| 1967    | Luz Elena Restrepo González        | Atlántico          |                                         | Rosario Barraza Villa                   |                    | top 15                    |
| 1966    | Elsa Maria Garrido Cajiao          | Cauca              |                                         | Marta Lucia Guzmán Perdomo              | Cundinamarca       |                           |
| 1965    | Edna Margarita Rudd Lucena         | Tolima             | top 15                                  | -                                       | -                  | -                         |
| 1964    | Martha Cecilia Calero Córdoba      | Valle del Cauca    | Maria Victoria Ocampo Gómez; top 15     | Regina Salcedo Herrera                  | Atlántico          |                           |
| 1963    | Leonor Duplat San Juan             | Norte de Santander | Alba Virginia Ramírez Plaza; top 15     | Leonor Duplat San Juan                  | Norte de Santander |                           |
| 1962    | Martha Ligia Restrepo González     | Atlántico          | Maria Cristina Alvarez González; top 15 | Martha Ligia Restrepo González          | Atlántico          | top 15                    |
| 1961    | Sonia Heidman Gómez                | Bolívar            | Olga Lucia Botero Orozco; top 15        | Sonia Heidman Gómez                     | Bolívar            |                           |
| 1960    | -                                  | -                  | Patricia Whitman Owen                   | Wilma Kohlgruber Duque                  | Cundinamarca       |                           |
| 1959    | Maria Stella Marquez Zawadzky      | Nariño             | Olga Beatriz Pumarejo Korkor; top 15    | Maria Stella Marquez Zawadzky           | Nariño             | winnares                  |
| 1958    | Luz Marina Zuluaga                 | Caldas             | winnares                                | -                                       | -                  | -                         |
| 1957    | Doris Gil Santamaría               | Antioquia          | -                                       | -                                       | -                  | -                         |
| 1955    | Esperanza Gallón Domínguez         | Santander          | -                                       | -                                       | -                  | -                         |
| 1953    | Luz Marina Cruz Lozada             | Valle del Cauca    | -                                       | -                                       | -                  | -                         |
| 1951    | Leonor Navia Orjuela               | Valle del Cauca    | -                                       | -                                       | -                  | -                         |
| 1949    | Myriam Sojo Zambrano               | Atlántico          | -                                       | -                                       | -                  | -                         |
| 1947    | Piedad Gómez Román                 | Bolívar            | -                                       | -                                       | -                  | -                         |
| 1934    | Yolanda Emiliani Román             | Bolívar            | -                                       | -                                       | -                  | -                         |